# Avia Solutions Group Arena
Avia Solutions Group Arena, do 2020 Siemens Arena – hala widowiskowo-sportowa w Wilnie na Werkach, otwarta w 2004 roku.
Avia Solutions Group Arena jest jednym z największych i najważniejszych tego typu obiektów w kraju. Powstała według projektu Jungtinės Architektų Dirbtuvės oraz Stadium Consultants International, a jej budowa kosztowała 65 mln litów – została wykonana przez litewski koncern Rubicon Group. Do użytku została oddana 30 października 2004 roku. Do celów reklamowych hala przyjęła nazwę niemieckiego koncernu Siemens.
Budynek wykorzystywany jest na potrzeby rozgrywek sportowych: głównie koszykarskich (swoje spotkania rozgrywa w niej drużyna Lietuvos Rytas Wilno) oraz hokejowych (mecze ma tam rozgrywać nowy klub wileński Vėtra Wilno). W czasie takich rozgrywek wnętrze hali mieści odpowiednio 11 000 i 8 750 widzów. W 2011 roku odbyły się tu Mistrzostwa Europy w koszykówce mężczyzn. W hali odbywają się również mecze piłki ręcznej.
W hali organizowano turnieje mistrzostw świata w hokeju na lodzie: w kwietniu 2009 Mistrzostwa Świata I Dywizji Grupy A, w kwietniu 2014 Mistrzostwa Świata I Dywizji Grupy B. 
Poza tym Avia Solutions Group Arena jest miejscem organizacji licznych koncertów. Podczas koncertu hala jest w stanie pomieścić 12 500 osób. Na arenie występowały następujące gwiazdy światowego formatu: Anastacia, Aerosmith, Avril Lavigne, Backstreet Boys, Bad Boys Blue, Chris Rea, David Guetta, Dima Bilan, Def Leppard, Deep Purple, Depeche Mode, Dream Theater, Ed Sheeran, Enrique Iglesias, Hurts, James Blunt, Kylie Minogue, Lana Del Rey, Linkin Park, Lenny Kravitz, Nazareth, Ozzy Osbourne, Patricia Kaas. Phil Collins, R.E.M., Scorpions, Simple Minds, Simply Red, Snoop Dogg, Sting, Thomas Anders, Toto Cutugno.